# North Eastern Hockey League
La North Eastern Hockey League è una lega minore dell'hockey su ghiaccio nordamericano. Fu creata dall'imprenditore Jim Cashman, che fu anche presidente della lega e capitano-allenatore degli York IceCats nel 2003-04.
La lega iniziò nel 2003 come un campionato di 4 squadre che si sfidavano solo nei weekend. La stagione iniziò in novembre, con un altissimo numero di segnature, molto più della media della NHL. ben presto però arrivarono i problemi: una squadra dovette cambiare sede per carenza di pubblico ed ebbe difficoltà con l'impianto per tutta la stagione. I Comets si ritirarono dalla competizione pochi giorni prima dell'inizio dei playoff, pur avendo vinto la regular-season.
Questo portò alla ridefinizione dei playoff, che furono vinti dai Jamestown Titans, che si aggiudicarono così l'Herb Brooks Memorial Trophy.
La lega sparì la stagione successiva, quindi provò a ritornare nel 2005-06 come Continental Professional Hockey League con squadre in Canada e USA.

## Squadre
- Jamestown Titans
- Mohawk Valley Comets (rinati come Copper City Chiefs nel 2007-08)
- Poughkeepsie Panthers (poi conosciuti come Connecticut Cougars)
- York IceCats